# Ja još spavam
Ja još spavam (Ceca) je šesti glasbeni album srbske pop-folk pevke Svetlane Ražnatović - Cece, ki je bil objavljen junija leta 1994, v beograjski založbeni hiši Lucky sound. 
Ceca je na albumu prvič sodelovala s sarajevskim glasbenikom Milićem Vukašinovićem, pesem Ne računaj na mene pa je odpela v duetu s pevko Miro Škorić. 
Album je objavljen v treh oblikah: na kaseti, CD-ju, od leta 2013 pa tudi v digitalni obliki. 

## Nastanek albuma
Ceca je leta 1993 slišala pesem Vazduh koji dišem, ki jo je objavila pevka Dajana Tripunović.  Pesem se ji je zdela odlična, zato se je odločila, da jo bo posnela in je avtorje zaprosila za dovoljenje. 
Pesem je šele v Cecini izvedbi postala velika uspešnica. 
Pevka je za album predelala pesem Ja te volim bosanske pevke Hanke Paldum iz leta 1982 in jo poimenovala Volela sam te. Cecina različica pesmi na portalu YouTube šteje milijonske oglede. 
Pevka je na albumu želela imeti tudi eno duetsko pesem, zato je prosila avtorje, naj ji napišejo pesem, ki bi bila primerna zanjo in pevko Miro Škorić. Tako je nastala pesem Ne računaj na mene, ki sta jo pevki posneli v eni uri. 

## Seznam skladb
| Št.             | Naslov                                  | Besedilo          | Glasba               | Dolžina |
| --------------- | --------------------------------------- | ----------------- | -------------------- | ------- |
| 1.              | „Ja još spavam u tvojoj majici‟         | Marina Tucaković  | Tradicional Grčka    | 3:40    |
| 2.              | „Devojko veštice‟                       | M.Tucaković       | Aleksandar Radulović | 3:10    |
| 3.              | „Vazduh koji dišem‟                     | M. Tucaković      | A. Radulović         | 3:05    |
| 4.              | „Volela sam te‟                         | Milić Vukašinović | M. Vukašinović       | 3:45    |
| 5.              | „Ne računaj na mene (duet Mira Škorić)‟ | M. Tucaković      | A. Radulović         | 3:10    |
| 6.              | „Neću da budem ko mašina‟               | M. Tucaković      | A. Radulović         | 3:10    |
| 7.              | „Ko nekad u 8‟                          | M.Tucaković       | A. Radulović         | 3:15    |
| 8.              | „Kuda idu ostavljene devojke‟           | M. Tucaković      | A. Radulović         | 3:45    |
| Skupna dolžina: | Skupna dolžina:                         | Skupna dolžina:   | Skupna dolžina:      | 27:22   |

## Promocija albuma
Pevka je v letu 1994 posnela štiri videospote, in sicer za pesmi: Volela sam te, Ne računaj na mene, Neću da budem ko mašina in Ko nekad u 8. Srbska televizija Palma Plus je v letu 1994 objavila tudi videospot za pesem Vazduh koji dišem, ki ga je posnela na podlagi pevkinih fotografij in člankov iz revij. 
Nekaj mesecev po izidu glasbenega albuma je Ceca objavila tudi videokaseto Ceca i Futa band (videokaseta) s štirimi videospoti in televizijskimi izvedbami drugih pesmi. 
Prva koncertna promocija albuma se je zgodila na jugoslovanski turneji Ja još spavam, jeseni leta 1994.   Ceca je turnejo napovedala v oddaji Uz nedeljni ručak, septembra istega leta. Razkrila je, da bo turneja trajala 21 dni, skupaj bo imela 38 koncertov. 

## Informacije o albumu
- Producent: Aleksandar Radulović
- Priprava in programiranje: Studio Lucky Sound
- Sinhronizacija: Studio "Oxigen"
- Miks in post-produkcija: Digital Mastering Studio Laza Ristovski
- Zvok: Srđan Čolić
- Management: Bane Stojanović
- Računalniška obdelava: Line of Design
- Oblačila: Miss Goga
- Pričeska: Salon Ljilja
- Ličila: Tatjana Kesić
- Fotografije in podoba: Dejan Milićević

## Zgodovina objave albuma
| Država      | Datum       | Založba     | Oblika    |
| ----------- | ----------- | ----------- | --------- |
| Jugoslavija | junij, 1994 | Lucky sound | CD, MC    |
| Po svetu    | 2013        | CecaMusic   | Digitalno |